# Pierre Nicolas Brunet
Pour les articles homonymes, voir Brunet.
Pierre Nicolas Brunet, né à Paris en 1733, où il est mort le 4 novembre 1771, est un écrivain et dramaturge français.

## Biographie
Il s'annonça, dans la république des Lettres par un poème héroïque en 4 chants intitulé Minorque conquise, 1756, Paris, in-8°. En 1758, il donna au Théâtre-Français une comédie en 5 actes et en vers, sous le titre des Noms changés, ou l'Indifférent corrigé. Cette pièce, sans avoir un grand succès, y fut jouée sept fois de suite. L'envie de se produire sur tous les théâtres porta Brunet à s'associer avec Antoine Jean Sticotti, un des acteurs de la Comédie-Italienne, pour y donner, en 1739, les Faux Devins, en 5 actes et en vers, avec des divertissements. L'année suivante, il composa pour la même scène la Rentrée des théâtres, en 1 acte et en vers. En 1762, il donna sans succès, au théâtre de la foire, la Fausse Turqile, ouvrage que Brunet n'avait pas fait seul, puisque l'historien de ce théâtre (t. 2, p. 554) dit que les auteurs la retirèrent sans la faire imprimer. Il ne manquait plus à la muse errante de Brunet que de se montrer sur la scène lyrique ; il y parut en effet. Les directeurs de l'Opéra le chargèrent de faire des changements dans l'opéra de Scanderbergde la Motte, et dans-celui d' Alphée et Aréthuse. Il fit ensuite l'acte du Rival favorable, qu'on ajouta aux fêtes d'Euterpe ; enfin il donna Hippomène et Atalante, ballet héroïque en acte, représenté en 1769. II a même laissé dans ce genre, auquel il paraissait vouloir se fixer, une tragédie ballet en 5 actes, Théagène et Chariclée. La France littéraire de 1769 lui attribue encore un acte d'Apollon et Daphné.
Brunet, qui coopérait à la rédaction du Mercure de France pour la partie politique, a répandu dans ce journal plusieurs contes en prose, et autres pièces qu'il réunit depuis sous ce titre : le Passe-Temps, ou Recueil de contes, historiettes, etc., intéressants et récréatifs, Paris, 1789, in-12. Au milieu de tous ces ouvrages légers, il s'occupait d'un ouvrage sérieux, intitulé : Abrégé chronologique des grands fiefs de la couronné de France, Paris, 1759, in-8°, qu'il fit en société avec son père, et qui ne passe pas pour être exact. « Brunet, dit Desessarts, était très ce instruit ; il avait de la facilité pour écrire en vers et en prose ; mais il ne fut pas le maître d'étudier ses forces, et de se borner à ce qu'il aurait pu entreprendre avec soin ; d'ailleurs il vécut trop peu pour produire quelque ouvrage important. Une esquinancie l'enleva à l'âge de 58 ans. »

## Pour approfondir